# O Livro dos Prazeres
O Livro dos Prazeres é um filme argentino-brasileiro de 2021, do gênero drama e romance, dirigido por Marcela Lordy. O filme é baseado na obra Uma Aprendizagem ou O Livro dos Prazeres, de Clarice Lispector. Protagonizado por Simone Spoladore, participou da Mostra Internacional de Cinema de São Paulo e do Festival de Cinema de Vitória em 2020.

## Sinopse
Lóri (Simone Spoladore), uma professora que vive uma vida monótona profissional e romanticamente, tem uma mudança em sua vida ao conhecer Ulisses (Javier Drolas), um ousado professor de filosofia argentino. Ao lado dele, ela vai vivenciar novas experiências, trocas e aprender o que é amar.

## Elenco
| Ator/Atriz         | Personagem     |
| ------------------ | -------------- |
| Simone Spoladore   | Loreley (Lóri) |
| Javier Drolas      | Ulisses        |
| Felipe Rocha       | Davi           |
| Gabriel Stauffer   | Carlos         |
| Martha Nowill      | Luciana        |
| Teo Almeida        | Otto           |
| Leandra Leal       |                |
| Julia Leal Youssef |                |
| Ana Carbatti       |                |

## Produção
O filme é uma coprodução entre Brasil e Argentina, foi produzido pelos estúdios República Pureza Filmes, Rizoma Filmes e bigBonsai. Marcela Lordy fez uma adaptação do livro Uma Aprendizagem ou Livro dos Prazeres , publicado em 1969 por Clarice Lispector, e levou dez anos para finalizar a produção. Uma das inspirações da diretora em realizar uma adaptação do livro foi ter ouvido de Walter Salles que Fernanda Montenegro diz que Lóri (protagonista da história) era a única personagem que gostaria de ter feito e não fez.
Simone Spoladore foi escolhida para interpretar a protagonista Lóri. Segundo Lordy, a atriz a faz recordar de Clarice Lispector por seu olhar profundo. O ator argentino Javier Drolas intepreta o professor de filosofia Ulisses. As filmagens começaram em junho de 2019.

## Lançamento
Foi selecionado para participar da Mostra de Cinema de São Paulo e para o Festival de Cinema de Vitória. Ainda sem previsão de estreia nos cinema, é distribuído pela Vitrine Filmes.

## Recepção
O site AdoroCinema classificou o filme com 3,5 de 5 estrelas. Em sua crítica, Barbara Demerov escreveu: "A atuação de Spoladore mantém tudo no mais alto nível de intensidade -- especialmente quando está sozinha em cena, em momentos que parece habitar cada centímetro de cada quadro. E, de forma complementar, o filme traz bastante contemplação nas cenas que expõem a rotina da protagonista e nos diálogos com Ulisses, que são capítulos um tanto imprecisos, assim como a vida. E, por falar em vida, a belíssima sequência com os créditos finais transmite bem a ambientação do filme como um todo, com a beleza pura originada do prazer."

### Prêmios e indicações
- BAFICI – Festival Internacional de Cinema Independente de Buenos Aires, 2021 (Argentina)

Competição Oficial Americana – Prêmio de Melhor Atriz (Simone Spoladore) e Menção Honrosa